# 南京定淮门长江隧道
南京定淮门长江隧道，原名南京扬子江隧道，是连接南京鼓楼区与江北新区的快速通道，也是世界上同类隧道中规模最大、长度最长、地质最复杂、水压最高的隧道，被誉为“江底70米深处的世界级工程”。隧道位于南京长江大桥上游约5公里，距离其上游的南京应天大街长江隧道约8公里。隧道已于2016年1月1日通车。

## 简介
南京定淮门长江隧道为双管双层、X形8车道结构。隧道分南线与北线，南北线的江北出口均在浦镇大街；南线的江南出口位于定淮门大街，全长7.36公里；北线在江南与扬子江大道相连，全长7.34公里。隧道内分上下两层，每层设2个车道，上层为江北到江南，下层为江南到江北。

## 历史
南京扬子江隧道工程于2010年5月28日开工。原计划定于将于2014年8月举办的南京青奥会之前竣工通车。2012年3月1日位于江北的盾构机始发井建成，盾构机经调试后在同年6月开始掘进。至2013年7月4日，项目部发现盾构机刀具磨损超标、盾构无法正常掘进，只能更换刀具。2013年12月31日，刀具完成更换，盾构机恢复掘进。2015年7月2日，隧道全线贯通。隧道最终于2016年1月1日通车。
为配合南京长江大桥封闭改造，自2016年10月28日22:00起，南京扬子江隧道只允许本地公交车和本地19座（含）以下客车通行，外地车辆以及本地19座以上车辆禁止通行。2018年12月29日起，南京扬子江隧道取消对外地车辆的行驶限制。
2019年12月20日，更名为南京定淮门长江隧道。

## 收费问题
在南京定淮门长江隧道之前，南京已建成的过江通道只有南京长江大桥是免费通行。南京扬子江隧道的收费站亦与隧道同期建设，南京市交通运输局表示南京扬子江隧道将于南京长江隧道采用同样的收费标准。2015年7月，官方表态正在研究南京过江通道“以免费为主”的方案，收费站建设施工也已暂停。最终南京扬子江隧道于通车当天与南京长江隧道一起免费放行。

## 事故
2018年5月24日凌晨1时35分，据扬子江隧道管养监控中心发现，南京扬子江隧道北线NDK5+835左右隧道左上方出现渗漏。渗漏发生后，交通集团管养中心启动应急预案，并进行紧急处置，于1时58分进行了交通管制。同日3时左右，渗漏得到控制，同时封闭扬子江隧道北线。而管理部门也组织相关单位，对隧道进行详细排查。同日晚，南京市交通运输局官方微博就隧道漏水的原因、处置方法进行了详细通报。通报称，此次漏水原因为隧道该处已启用过的注浆孔堵头脱落所致，并提出了注浆孔漏水处置建议方案。而南京市交通运输局已布置对全市所有的桥梁隧道开展安全大检查。5月25日6时，扬子江隧道全线恢复通行。

## 公交交通
| 南京公交 \| 编号 \| 编号 \| 线路及运营时间 \| 线路及运营时间 \| 线路及运营时间 \| 收费 \| 运营商 \| 备注 \| \| -------- \| ---- \| ------------------------ \| ----------------------- \| ------------------------ \| ----- \| -------- \| ------------------- \| \| \| D4 \| 盘城新居总站 4:40–21:40 \| ⇆ \| 万达广场南 6:00–23:00 \| 3元 \| 江北公交 \| 原 159（第一代） \| \| \| D15 \| 礼泉路·新北路 4:35–21:00 \| → \| 虎踞路·汉中门 5:40–22:05 \| 3元 \| 浦口公交 \| \| \| 新北路中 \| D15 \| ← \| \| 虎踞路·汉中门 5:40–22:05 \| 3元 \| 浦口公交 \| \| \| \| 503 \| 六合北站 3:45–20:00 \| → \| 中山北路·鼓楼 \| 2–6元 \| 六合公交 \| 有人售票；原 中六线 \| \| ← \| 503 \| 六合北站 3:45–20:00 \| 鼓楼公交总站 6:00–22:00 \| \| 2–6元 \| 六合公交 \| 有人售票；原 中六线 \| \| \| 559 \| 丁圩总站 5:00–20:00 \| ⇆ \| 鼓楼公园 6:00–21:00 \| 2元 \| 江北公交 \| \| \| \| 560 \| 丁圩总站 5:15–21:15 \| ⇆ \| 虎踞路·汉中门 6:00–22:00 \| 2元 \| 江北公交 \| 原 557 \| \| \| 569 \| 榴美颂总站 5:00–22:00 \| ⇆ \| 大桥南路总站 6:00–23:00 \| 2元 \| 江北公交 \| 原 168区间 \| \| \| 583 \| 泰冯路总站 4:45–21:50 \| → \| 古平岗 \| 2元 \| 江北公交 \| 原 183（第一代） \| \| ← \| 583 \| 泰冯路总站 4:45–21:50 \| 古平岗南 5:50–23:00 \| \| 2元 \| 江北公交 \| 原 183（第一代） \| |      |                          |                         |                          |       |          |                     |
| 编号 | 编号 | 线路及运营时间           | 线路及运营时间          | 线路及运营时间           | 收费  | 运营商   | 备注                |
| | D4   | 盘城新居总站 4:40–21:40  | ⇆                       | 万达广场南 6:00–23:00    | 3元   | 江北公交 | 原 159（第一代）    |
| | D15  | 礼泉路·新北路 4:35–21:00 | →                       | 虎踞路·汉中门 5:40–22:05 | 3元   | 浦口公交 |                     |
| 新北路中 | D15  | ←                        |                         | 虎踞路·汉中门 5:40–22:05 | 3元   | 浦口公交 |                     |
| | 503  | 六合北站 3:45–20:00      | →                       | 中山北路·鼓楼            | 2–6元 | 六合公交 | 有人售票；原 中六线 |
| ← | 503  | 六合北站 3:45–20:00      | 鼓楼公交总站 6:00–22:00 |                          | 2–6元 | 六合公交 | 有人售票；原 中六线 |
| | 559  | 丁圩总站 5:00–20:00      | ⇆                       | 鼓楼公园 6:00–21:00      | 2元   | 江北公交 |                     |
| | 560  | 丁圩总站 5:15–21:15      | ⇆                       | 虎踞路·汉中门 6:00–22:00 | 2元   | 江北公交 | 原 557              |
| | 569  | 榴美颂总站 5:00–22:00    | ⇆                       | 大桥南路总站 6:00–23:00  | 2元   | 江北公交 | 原 168区间          |
| | 583  | 泰冯路总站 4:45–21:50    | →                       | 古平岗                   | 2元   | 江北公交 | 原 183（第一代）    |
| ← | 583  | 泰冯路总站 4:45–21:50    | 古平岗南 5:50–23:00     |                          | 2元   | 江北公交 | 原 183（第一代）    |

| 编号     | 编号 | 线路及运营时间           | 线路及运营时间          | 线路及运营时间           | 收费  | 运营商   | 备注                |
| -------- | ---- | ------------------------ | ----------------------- | ------------------------ | ----- | -------- | ------------------- |
|          | D4   | 盘城新居总站 4:40–21:40  | ⇆                       | 万达广场南 6:00–23:00    | 3元   | 江北公交 | 原 159（第一代）    |
|          | D15  | 礼泉路·新北路 4:35–21:00 | →                       | 虎踞路·汉中门 5:40–22:05 | 3元   | 浦口公交 |                     |
| 新北路中 | D15  | ←                        |                         | 虎踞路·汉中门 5:40–22:05 | 3元   | 浦口公交 |                     |
|          | 503  | 六合北站 3:45–20:00      | →                       | 中山北路·鼓楼            | 2–6元 | 六合公交 | 有人售票；原 中六线 |
| ←        | 503  | 六合北站 3:45–20:00      | 鼓楼公交总站 6:00–22:00 |                          | 2–6元 | 六合公交 | 有人售票；原 中六线 |
|          | 559  | 丁圩总站 5:00–20:00      | ⇆                       | 鼓楼公园 6:00–21:00      | 2元   | 江北公交 |                     |
|          | 560  | 丁圩总站 5:15–21:15      | ⇆                       | 虎踞路·汉中门 6:00–22:00 | 2元   | 江北公交 | 原 557              |
|          | 569  | 榴美颂总站 5:00–22:00    | ⇆                       | 大桥南路总站 6:00–23:00  | 2元   | 江北公交 | 原 168区间          |
|          | 583  | 泰冯路总站 4:45–21:50    | →                       | 古平岗                   | 2元   | 江北公交 | 原 183（第一代）    |
| ←        | 583  | 泰冯路总站 4:45–21:50    | 古平岗南 5:50–23:00     |                          | 2元   | 江北公交 | 原 183（第一代）    |

## 参看
- 南京应天大街长江隧道